# Vrábče
Vrábče (j. č., tedy: ta Vrábče, do Vrábče, ve Vrábči; Prabsch) je obec ležící v okrese České Budějovice, kraj Jihočeský, necelých 10 km jihozápadně od Českých Budějovic. Žije zde 861 obyvatel.

## Historie

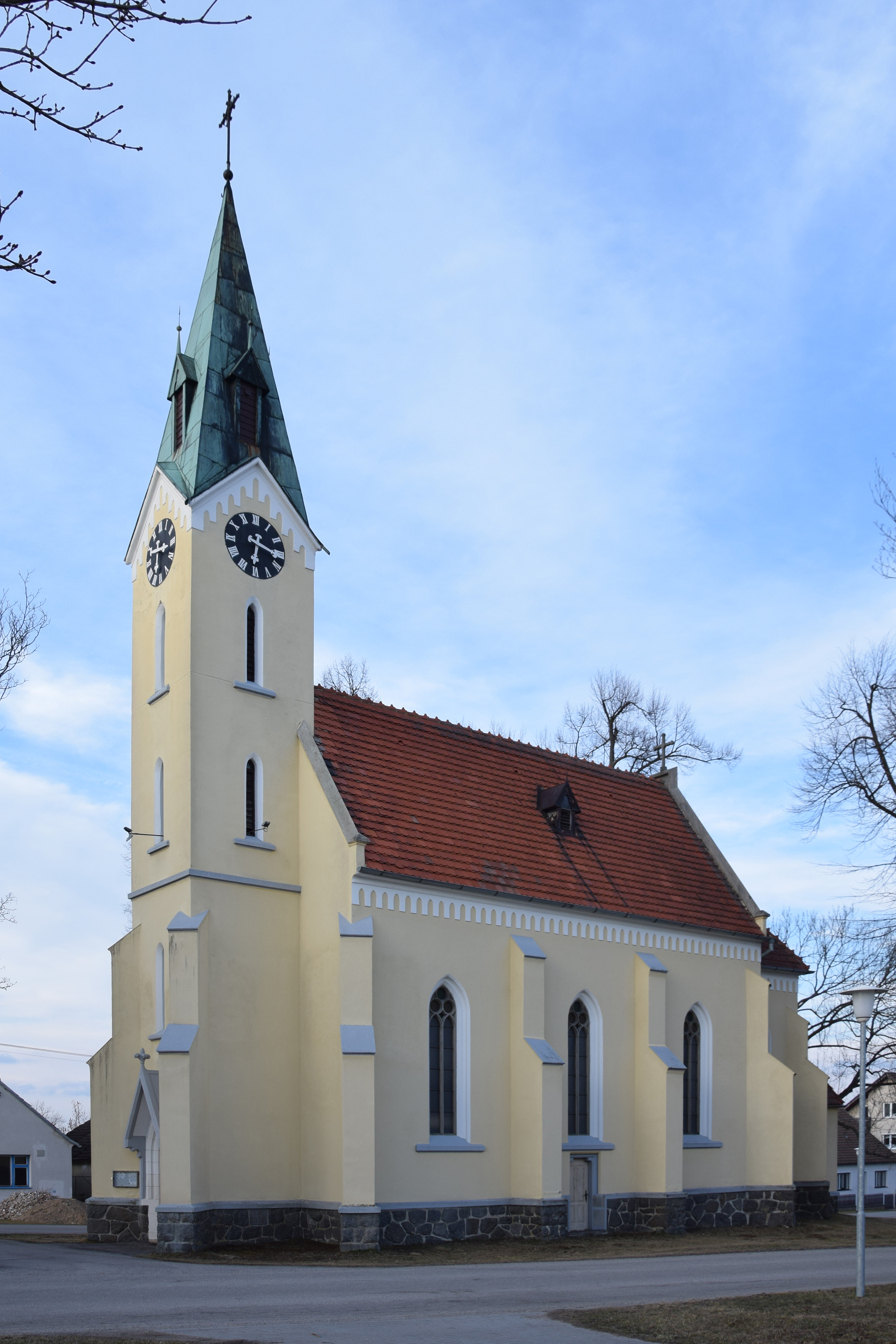
Kostel svatého Václava

Četné archeologické nálezy dokládají osídlení v oblasti Vrábče už od střední doby kamenné až po dobu laténskou.
První písemná zmínka o vsi Vrábče (villa Wrabczie) pochází z roku 1379. Název je odvozen od osobního jména Vrábek, znamená tedy „Vrábkova ves“. Vrábče v počátcích náležela k hradu Dívčí kámen, po jeho opuštění počátkem 16. století k panství Český Krumlov. V roce 1945 probíhala mezi Křemží a Vrábčí demarkační čára mezi americkými a sovětskými jednotkam; v roce 1992 zde byl odhalen pomník.

## Obyvatelstvo
| Rok            | 1869 | 1880 | 1890 | 1900 | 1910 | 1921 | 1930 | 1950 | 1961 | 1970 | 1980 | 1991 | 2001 | 2011 | 2021 |
| -------------- | ---- | ---- | ---- | ---- | ---- | ---- | ---- | ---- | ---- | ---- | ---- | ---- | ---- | ---- | ---- |
| Počet obyvatel | 730  | 760  | 796  | 767  | 785  | 803  | 815  | 702  | 646  | 532  | 456  | 423  | 449  | 666  | 865  |
| Počet domů     | 91   | 97   | 101  | 105  | 113  | 120  | 153  | 180  | 147  | 149  | 153  | 182  | 196  | 267  | 334  |

## Obecní správa
Od roku 1850 je Vrábče samostatnou obcí, od 1. července 1985 do 23. listopadu 1990 byla začleněna pod obec Boršov nad Vltavou, dne 24. listopadu 1990 se opět osamostatnila. Do 11. června roku 1960 patřila pod Vrábči část osady Černý Dub a osady Hradce a Závraty. V témže roce se stala součástí obce i osada Slavče. Až do připojení k Boršovu byly součástí obce i Jamné a Zahorčice; Kroclov se připojil zpět od Boršova až od roku 1992.

### Části obce
Obec Vrábče se skládá ze čtyř částí na dvou katastrálních územích:
- Koroseky (leží v k. ú. Vrábče), součástí obce od roku 1850
- Kroclov (leží v k. ú. Vrábče), součástí obce od roku 1850
- Slavče (také název k. ú.), součástí obce od roku 1960
- Vrábče (také název k. ú.)

### Obecní symboly
Znak a vlajka byly obci uděleny rozhodnutím předsedy Poslanecké sněmovny Parlamentu České republiky dne 15. listopadu 2005.

## Pamětihodnosti
- Kostel svatého Václava, pseudogotický z let 1935 až 1936 (náleží k farnosti Boršov nad Vltavou)
- Výklenková kaplička svatého Jana Nepomuckého z první poloviny 19. století
- Naleziště vltavínů